# کنتسی از هنگ کنگ
کنتسی از هنگ کنگ (به انگلیسی: A  Countess From Hong Kong) فیلمی کمدی، به کارگردانی چارلی چاپلین با بازی مارلون براندو، سوفیا لورن، سیدنی چاپلین، تیپی هدرن، چارلی چاپلین، پاتریک کارگیل، اولی جانستون، مایکل مدوین، ژان پل، مارگارت رادرفورد، آنجلا اسکولار، جرالدین چاپلین و تولید سال ۱۹۶۷ است.

## دربارهٔ فیلم
کنتسی از هنگ کنگ آخرین فیلم چارلی چاپلین و نخستین فیلم رنگی او بود که با اختلافی ده ساله از فیلم قبلی او یک سلطان در نیویورک ساخته شد و با سرمایه خود چاپلین تهیه شده‌است. چاپلین در زمان ساخت فیلم ۷۸ ساله بود و در این فیلم نقش کمرنگ یک پیشخدمت کشتی را ارائه داد. فیلم از لحاظ تجاری موفق نبود و بعدها تنها توانست فیلمی کلاسیک از سلطان سینمای کمدی لقب بگیرد. مارلون براندو و سوفیا لورن در آن بازی کرده‌اند.